# عماد الدين أحمد
عماد الدين أحمد (المعروف أيضًا باسم دين أحمد) (مواليد 11 أغسطس 1948) باحث ومؤلف أمريكي فلسطيني ورئيس معهد مئذنة الحرية، وهو عبارة عن مؤسسة فكرية تحررية معفاة من الضرائب. وهو أيضًا رئيس مؤسسة الزكاة الإسلامية الأمريكية، وهي منظمة دينية وخيرية تقدم خدماتها في المقام الأول للمسلمين الفقراء والمحتاجين في الولايات المتحدة.

## سيرته
ولد عماد الدين أحمد أثناء توجه أسرته إلى الولايات المتحدة بعدما غادروا فلسطين عام 1948. نشأ في ولاية بنسلفانيا وتخرج بتقدير امتياز مع مرتبة الشرف حاصلاً على البكالوريوس من جامعة هارفارد (1970) ودرجة الدكتوراه في علم الفلك والفيزياء الفلكية من جامعة أريزونا (1975). وهو مسلم.

## المسيرة الأكاديمية
يُدَرس أحمد دورة تمهيدية عن الإسلام في معهد ويسلي اللاهوتي. كما قام بتدريس دورات في الدين والعلم والحرية في جامعة ماريلاند، كوليدج بارك، ودورات حول الإسلام والتنمية في جامعة جورجتاون، وجامعة جونز هوبكنز، وكلية الدراسات الدولية المتقدمة، ومركز الأمير الوليد بن طلال للتفاهم الإسلامي المسيحي.
كتب أحمد وتحدث عن الإسلام والحرية القانونية والدينية، والديمقراطية في العالم الإسلامي، والمجتمع المدني الإسلامي، وحقوق الملكية في الإسلام، والمرأة في الإسلام وختان الإناث، ونزاعات الشرق الأوسط خصوصًا في فلسطين والعراق، وحقوق الإنسان الفلسطيني وحقوق الملكية، والإرهاب، والجهاد والحريات المدنية الأمريكية.
ألَّف أحمد كتاب «إشارات في السماء: وجهة نظر عالم فلك مسلم حول الدين والعلم وقواعد النظام الإسلامية»، وكان محررًا مشاركًا لكتاب «الإسلام والغرب: حوار»، ومؤلفًا مشاركًا لكتاب «الإسلام واكتشاف الحرية». بالإضافة إلى ذلك، ساهم أحمد في موسوعة الليبرتارية بمقال عن الإسلام. كما نُشر خطابه عن «الإسلام والتجارة وأخلاقيات العمل» في كتاب نيكولاس كابالدي «ريادة الأعمال والدين: صراع الحضارات؟» تم نشر كتاباته في مجلات ودوريات مثل سياسة الشرق الأوسط ومجلة المسلم الأمريكي و الشؤون الاقتصادية ومجلة جورجتاون للشؤون الدولية. كما عمل أحمد محاضرًا زائرًا في معهد الخدمات الخارجية.
يعمل عماد الدين أحمد كملحق ديني مسلم بالجامعة الأمريكية، وملحق ديني إسلامي في مستشفى كليفتون تي بيركنز، وإمام مسجد دار الذكر ومُحَكّم لمجلس تنسيق المنظمات الإسلامية في واشنطن العاصمة. في عام 1998، تأديةً لدوره كمسؤول اتصال لدى المجلس الإسلامي الأمريكي، أدلى بشهادته أمام اللجنة القضائية الفرعية التابعة لمجلس الشيوخ الأمريكي الخاصة بالدستور والحقوق المدنية وحقوق الإنسان، وأيّد الحاجة إلى الحماية الفيدرالية للحرية الدينية بعد قضية «مدينة بويرن ضد فلوريس» والتي بتت فيها المحكمة العليا للولايات المتحدة. أحمد هو أيضًا المتحدث باسم الائتلاف الوطني لحماية الحريات المدنية، وهو تحالف وطني يضم أكثر من 20 منظمة إسلامية ومدنية.

## النشاط السياسي
لطالما كان عماد الدين أحمد منتقدًا صريحًا لدور تيار المحافظين الجدد في تشكيل السياسة الخارجية للولايات المتحدة، وخاصة في الشرق الأوسط.
في عام 2001، انضم أحمد إلى وفد من المسلمين الأمريكيين المشاركين في «المؤتمر الأول حول القدس» في بيروت، والذي كان «مكرسًا لتحرير القدس».
كان أحمد ناشطًا تحرريًا منذ عام 1975، حيث شغل منصب رئيس الحزب التحرري لماريلاند، وأدار أربع حملات سياسية، وشارك في مختلف الأنشطة السياسية للحزب التحرري في ماريلاند وكان عضوًا في رابطة الأكاديميين الداعمين لرون بول خلال ترشحه في الانتخابات الرئاسي لعام 2008.
كما كان ناشطًا في أنشطة الحزب الليبرتاري الوطني، حيث شغل منصب السكرتير الوطني للحزب، ورئيس لجنته القضائية، ورئيس لجنة برنامجه، ورئيس لجنة التواصل الإسلامي التابعة لمايكل بادناريك في حملته لرئاسة الدولة في عام 2004.
في عام 1988، ترشح أحمد لمنصب عضو في مجلس الشيوخ الأمريكي عن الحزب الليبرتاري، على الرغم من أنه تم السماح فقط للجمهوريين والديمقراطيين بطباعة أسمائهم ما لم يجمع المرشح عشرات الآلاف من التوقيعات. فشل طعن أحمد في القانون أمام المحكمة، لكنه حصل على 500 صوت. في وقت لاحق، سمح قانون ماريلاند للحزب الليبرتاري بجمع 10000 توقيع فقط للسماح للمرشح في المشاركة في الانتخابات ووضع اسمه على أوراق الاقتراع.

## ترشحه لعضوية مجلس الشيوخ الأمريكي 2012
في مايو 2012، رشح الحزب الليبرتاري لولاية ماريلاند أحمد كمرشح لعضوية مجلس الشيوخ لعام 2012. بعد معركة قانونية ناجحة للفوز بأحقية المشاركة، خاض الانتخابات ضد السياسي الديمقراطي بن كاردين، والجمهوري دان بونجينو. والمستقل روب سبحاني. تضمنت قضايا برنامج أحمد الأساسية إعادة القوات الأمريكية إلى الوطن، واستعادة الحريات المدنية التي عُرِّضت للخطر بسبب «الحرب على الإرهاب»، والعمل من أجل تحميل الحكومة الفيدرالية المسؤولية المالية، وإنهاء رفاهية الشركات.
تم دعم أحمد من قبل الحاكم السابق غاري جونسون، مرشح الحزب الليبرتاري لمنصب رئيس الولايات المتحدة. كتب جونسون: «الدكتور أحمد هو صوت قوي وثابت يدعو إلى الحرية الفردية لجميع الأمريكيين. إن سجل نجاحه كناشط مدني لعقود من الزمن يثبت أن الدكتور دين أحمد هو نوع السيناتور الأمريكي الذي تحتاجه هذه الأمة حقًا». كما أيد أحمد جونسون بدوره.
شارك أحمد في مناظرة راديو وولب في 24 أكتوبر 2012. وبثت ميديا مقاطعة مونتغومري بيانه بشأن ترشحه. جمع أحمد 8,565 دولارًا لتمويل حملته. حصل على 32252 صوتا بنسبة 1.3 في المائة من الاجمالى.

## من منشوراته
- الفكر الاجتماعي الإسلامي، 1982.[30]

- إشارات في السماء: وجهة نظر عالم فلك مسلم حول الدين والعلم وقواعد النظام الإسلامية، 1992.[31]
- تشويه الأعضاء التناسلية الأنثوية: منظور إسلامي، 2000.[32]
- كتيب البحث في أخلاقيات العمل الإسلامي، 2015.[33]
- المساهمات الإسلامية في الأساليب العلمية الحديثة، 2012.[34]
- الإسلام، التجارة وأخلاقيات ريادة الأعمال، 2004.[35]

## الجوائز
حصل عماد الدين أحمد -بصفته الرئيس السابق لجمعية مواطني شرق بيثيسدا والاتحاد المدني لمقاطعة مونتغومري- على جائزة «كأس ستار للخدمة العامة المتميزة» من الاتحاد المدني لمقاطعة مونتغومري، و«جائزة بطل الديمقراطية» من «ماريلانديون من أجل الديمقراطية» و«جائزة الحارس» من الاتحاد المدني لمقاطعة مونتغومري. في عام 2012، كان أحمد واحدًا من بين العديد من الأمريكيين العرب الذين تم تكريمهم في حفل توزيع جوائز مدينة غايثرسبيرج. في عام 1990، حصل على جائزة «صامويل تشايس» من الحزب الليبرتاري في ماريلاند، والتي سميت على اسم ممثل ولاية ماريلاند في مراسم توقيع إعلان الاستقلال الأمريكي.

## روابط خارجية
- موقع عماد الدين أحمد الشخصي
- مؤسسة الزكاة الإسلامية الأمريكية
- موقع مئذنة الحرية
- مقابلة مجلة Reason مع عماد الدين أحمد
- خدمة البث العامة «الدين والأخلاق»
- مناقشة الخدمة الإذاعية العامة لفيلم «رحلة البابا»، بطولة عماد الدين أحمد، 8 مايو 2001.